# Tillandsia bergiana
Tillandsia bergiana là một loài thực vật có hoa trong họ Bromeliaceae. Loài này được Takiz. & Koide mô tả khoa học đầu tiên năm 2000.